# Sophronica taverniersi
Sophronica taverniersi är en skalbaggsart som beskrevs av Stefan von Breuning 1973. Sophronica taverniersi ingår i släktet Sophronica och familjen långhorningar. Inga underarter finns listade i Catalogue of Life.